# Witnica (województwo zachodniopomorskie)
Witnica (niem. Vietnitz) – wieś w Polsce, w województwie zachodniopomorskim, w powiecie gryfińskim, w gminie Moryń.
W latach 1975–1998 miejscowość należała administracyjnie do województwa szczecińskiego.

## Historia
Witnica to stara wieś pomorska o słowiańskim rodowodzie. Pierwsza wzmianka o miejscowości pochodzi z 1248 (wieś występuje pod nazwą „stagnum Vitenitz”). Z 1337 pochodzi informacja o istniejącym we wsi kościele oraz karczmie. W 1433 właścicielem wsi był rycerz von Strauss z Krajnika Dolnego. W wieku XVI, XVII i XVIII następowały bardzo częste zmiany właścicieli. Od 1780 majątek należał do starosty powiatu Chojna – von Sydow, a od 1800 (1828) do 1945 do rodziny von Oelsen.
Po II wojnie światowej w miejscowości działał Kombinat Państwowych Gospodarstw Rolnych Witnica z bażantarnią i stadionem hippicznym.

## Kościół Chrystusa Króla
Kościół parafialny zbudowany został w końcu XIII w. z kostki granitowej. Jest to budowla salowa, orientowana, bez chóru. Pierwotnie kościół nie posiadał wieży (dobudowano ją w XV w. z kamienia i cegły). W przyziemiu wieży zachował się 3-uskokowy portal ostrołukowy. Wykonany z cegły szczyt wschodni ozdobiony został blendami, sterczynami i niewielką, murowaną sygnaturką.
W 1830 kościół poddano gruntownemu remontowi, w czasie którego przemurowano otwory okienne oraz dobudowano kaplicę grobową. Nieco później (w 1911) dobudowano zakrystię.
W dawnym murze cmentarnym otaczającym kościół zachowała się renesansowa bramka z drugiej połowy XVI w.
Kościół posiada unikalne w skali regionu wyposażenie, na które składa się:
- barokowy ołtarz i ambona z XVIII (pierwotnie był to ołtarz ambonowy)
- chrzcielnica z 1598
- balaski
- empora
- epitafium z 1713
- malowidło na stropie z 1748, autorstwa E. Eifflera

## Pałac
Dwór w Witnicy został zbudowany po 1780 przez rodzinę von Sydow. Po pożarze nowi właściciele – rodzina von Oelsen – wzniosła w ok. 1840 okazały pałac w stylu neorenesansowym. Pałac otoczony był przez rozległy park o pow. ok. 20 ha. Po II wojnie światowej pałac i park był wzorowo utrzymany przez mający tu u swą siedzibę PGR (w parku był zwierzyniec i bażanciarnia).
W 1990 pałac został strawiony przez pożar – do chwili obecnej nie został odbudowany i pozostaje w stanie ruiny. Również park jest obecnie mocno zaniedbany, rośnie w nim cypryśnik błotny, cisy drzewiaste, dwa gatunki żywotników, jaśminowce i bzy lilaki.
Naprzeciw pałacu zachował się duży zespół zabudowań gospodarczych wzniesionych w drugiej połowie XIX w.

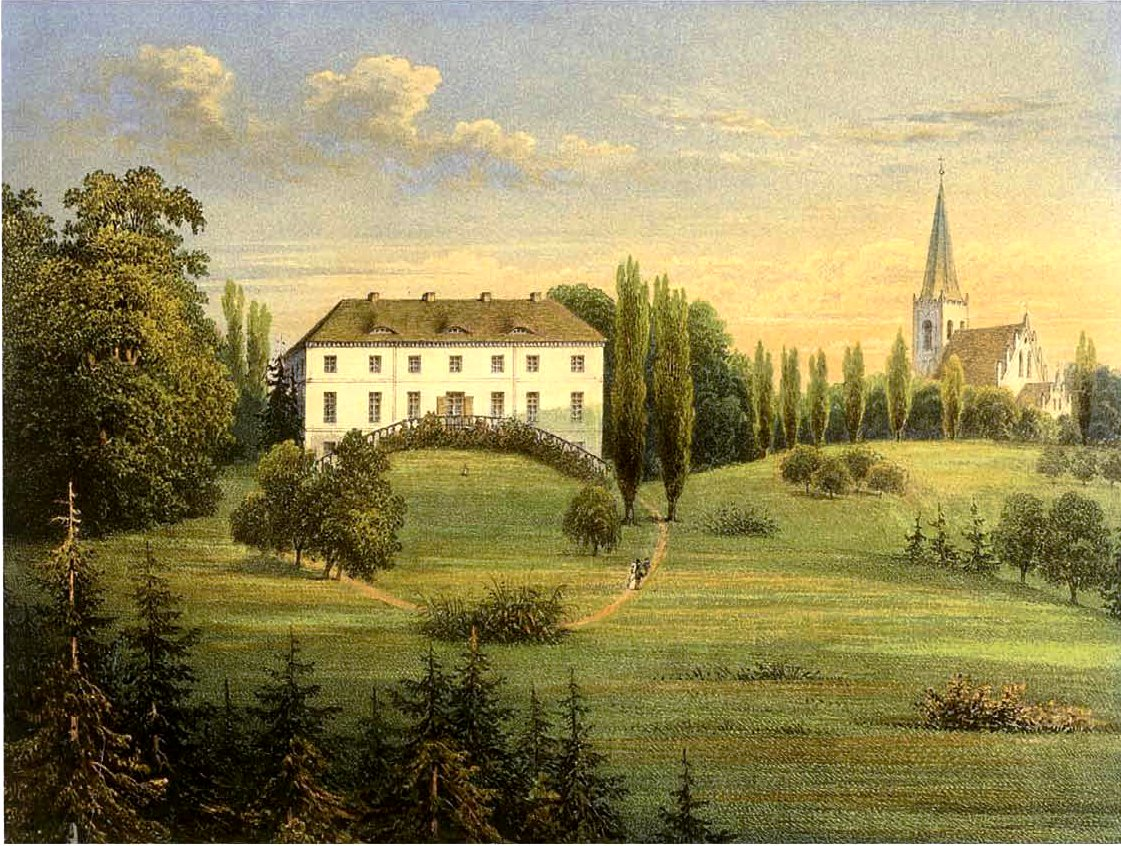
Na litografii, II poł. XIX w.
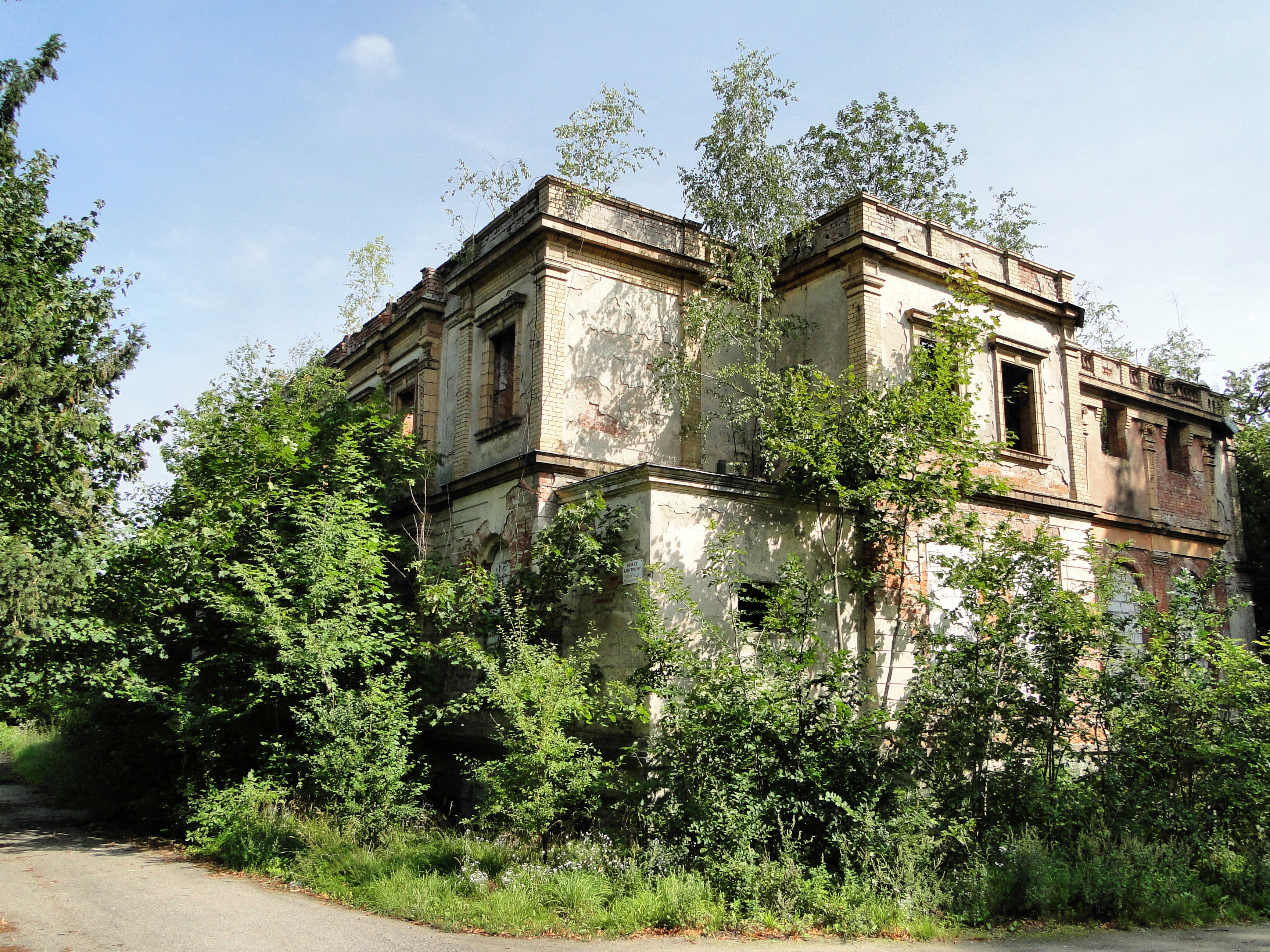
Stan obecny (2011)
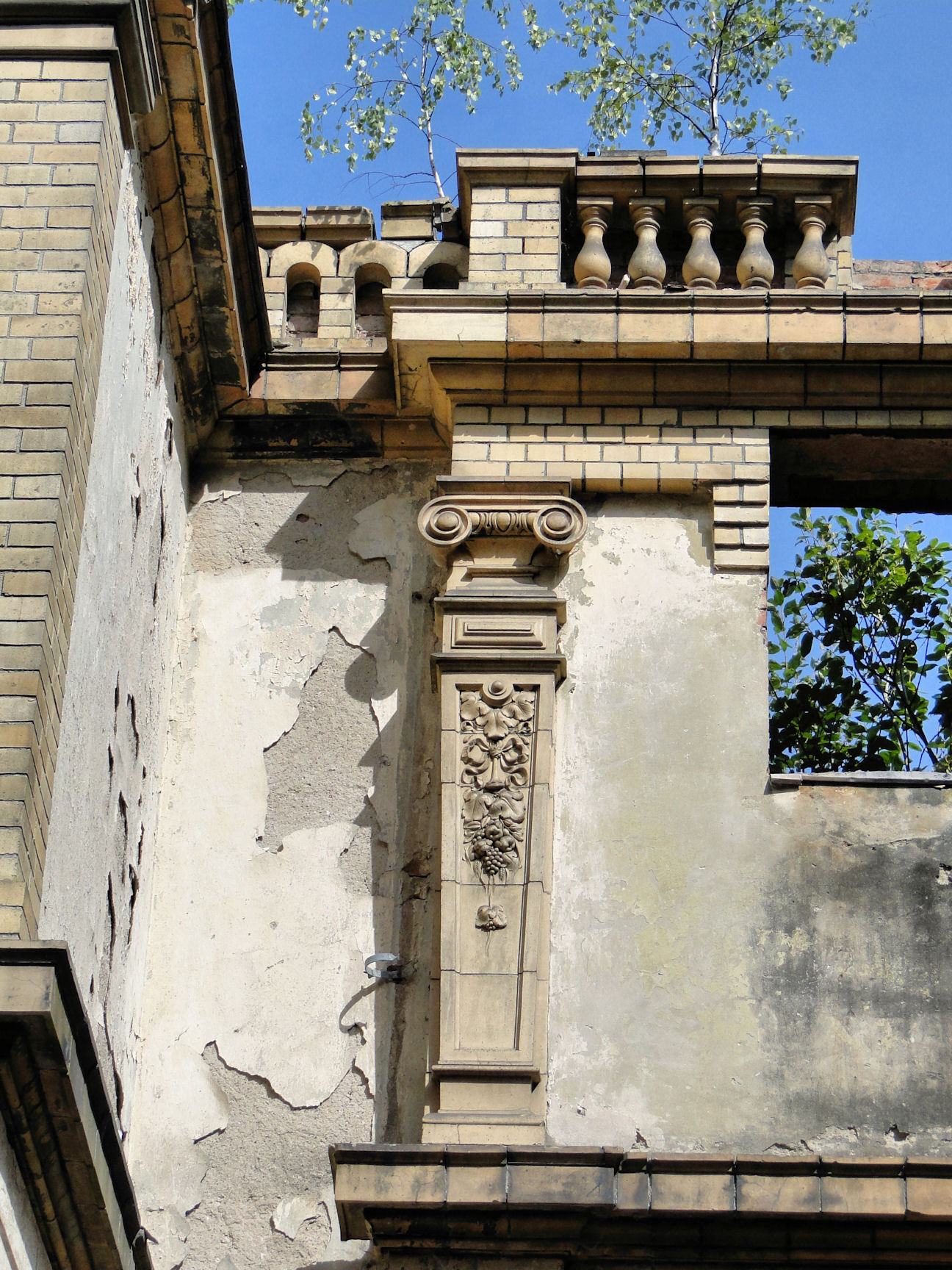
Elewacja pałacu (2011)
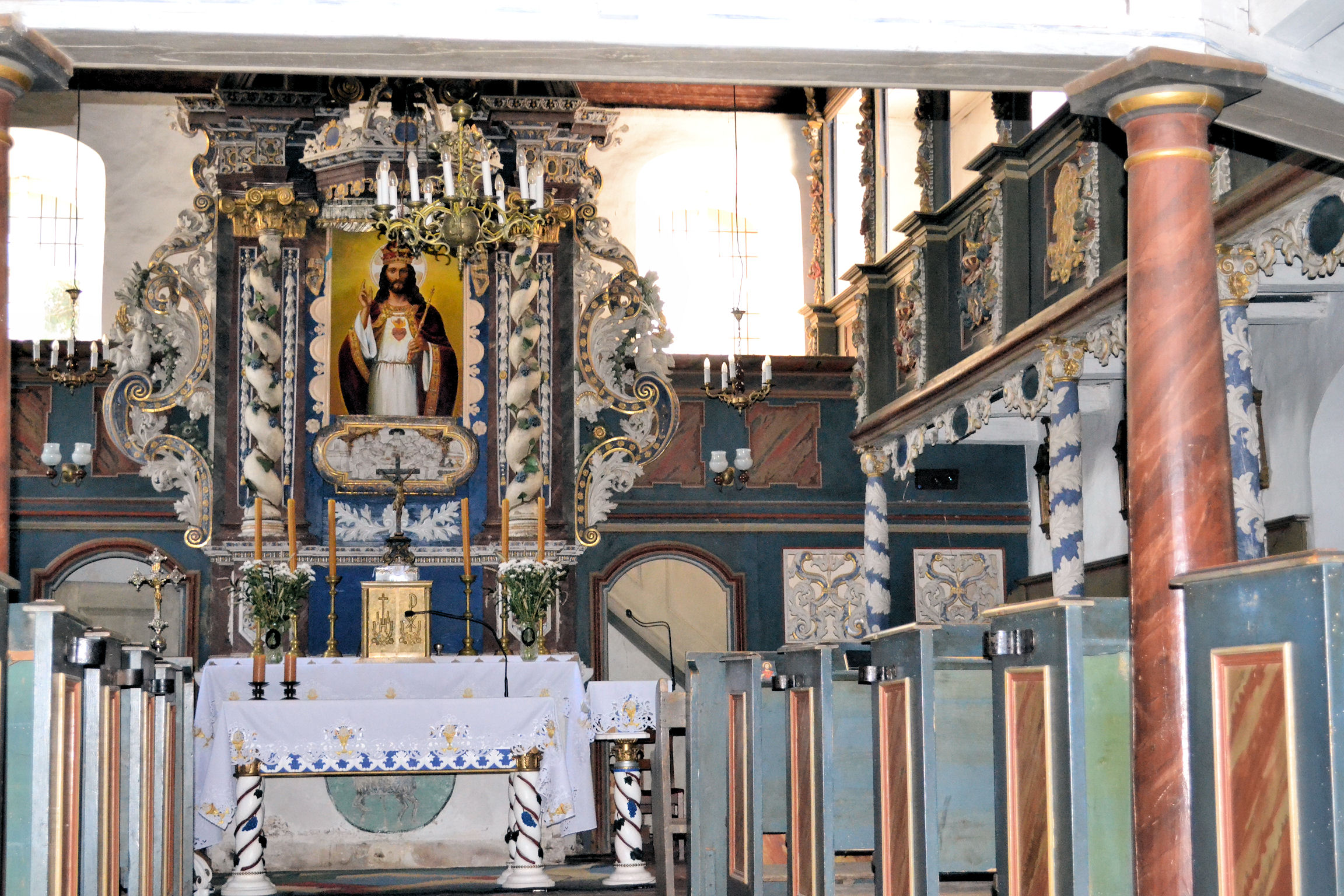
Wnętrze kościoła